# Жерело (деревня)
Жере́ло — деревня, входит в состав территории городского округа «город Калуга».

## География
Деревня находится в 21 км от Калуги на трассе Р-132; в конце Северного обхода Калуги.
Ближайшие населённые пункты: Новосёлки, Рожки, Ильинка, Марьино.
Улицы:
- 1-я Садовая улица.
- 2-я Садовая улица.
- Овражная улица.
- Поперечная улица.
- Розовая улица.

Расстояние Жерело — Калуга (по трассе составляет 21 км; по прямой — 18 км) на машине: Жерело — Петрово (7 км) — КП Лихуны (8 км) — Калуга (21 км).

## История
В «Описаниях и алфавитах к атласу Калужского наместничества» 1782 года территория нынешней деревни именовалась как Парфентьевская пустошь и принадлежала М. С. Римской-Корсаковой, жене А. В. Римского-Корсакова. На этом месте проходила Большая дорога из Калуги в Малоярославец и стояли постоялые дворы.
Река, протекающая через деревню и обозначенная на карте 1782 года как Железня, ныне носит название Жерелка.
Согласно «Словарю языка простолюдинов Калужской губернии», жерело — провал земли. В окрестностях деревни расположено несколько карстовых воронок.
В XIX веке на месте постоялых дворов была поставлена почтовая станция, вокруг которой выросла деревня. После реформы 1861 года селение вошло в Слядневскую волость Калужского уезда. Деревня входила в приход церкви Вознесения Господня в селе Каменка.
Отдел сельских территорий Новоильинского округа.
Бывшее название: Новоильинский сельский совет (деревни: Жерело, Ильинка, Аргуново, Матюнино, Лихуны)

## Население
| 2002 | 2010 | 2022 |
| ---- | ---- | ---- |
| 40   | ↘39  | ↗124 |